# یاروسلاو ژوست
 یاروسلاو ژوست (چکی: Jaroslav Just؛ زاده ۶ فوریهٔ ۱۸۸۳ درگذشته ۵ اوت ۱۹۲۸) یک تنیس‌باز اهل چکسلواکی بود.